# Aeroflot-Flug 7010
Am 25. September 1984 musste eine Antonow An-24RW bei dem Aeroflot-Flug 7010 von Swerdlowsk über Omsk nach Kemerowo kurz nach dem Start notlanden. Einer der 41 Insassen starb bei dem Vorfall. Nach dem Unfall wurde die An-24 repariert und wurde bis 2012 im kommerziellen Betrieb eingesetzt.

## Flugzeug und Besatzung
Die betroffene Maschine (Luftfahrzeugkennzeichen: CCCP-47358, Werknummer: 67310607) absolvierte ihren Erstflug am 20. September 1976 und bis zum Zwischenfall 16.859 Flugstunden bei 14.402 Flugzyklen.
Die Besatzung bestand aus dem Flugkapitän Juri Wasiljewitsch Ermoschkin, dem Ersten Offizier Pawel Walerjewitsch Didenko, dem Flugingenieur Wiktor Georgewitsch Majewski und der Flugbegleiterin Maria Dawydowna Schwenk.

## Verlauf
Nach dem Start auf Kurs 256° (Westen) flogen die Piloten eine U-Kurve, um auf 250 m zu steigen und dabei auf die vorgesehene Flugroute zu drehen. Währenddessen hörten sie um 18:26 Uhr einen Knall, den sie mit Hilfe der Instrumente auf das Versagen des Hilfstriebwerks vom Typ RU-19А-300, das in der rechten Triebwerksgondel verbaut ist, zurückführen konnten. Tatsächlich war dabei die Turbinenscheibe zerbrochen, deren Trümmer 32 Löcher an der rechten Triebwerksgondel und am Rumpf schlugen, darunter auch 3 Fenster. Nach Meldung des Vorfalls und der Verletzungen landeten sie.
Ein ca. 55 Jahre alter Passagier starb, als Schrapnellteile seinen Kopf trafen. Ein anderer wurde mit leichten Gesichtsverletzungen im Krankenhaus behandelt und ein Passagier noch vor Ort.

## Ursache
Da kein Teil der Turbinenscheibe gefunden werden konnte, war das Auseinanderbrechen nicht zweifelsfrei erklärbar. Es wird angenommen, dass entweder durch einen Materialfehler, der bei der Herstellung nicht gefunden wurde, oder durch einen Fehler bei der Herstellung selbst sich Ermüdungsrisse bildeten, die schließlich zum Versagen führten.